# 西沢脩
西沢 脩（西澤 脩、にしざわ おさむ、1930年〈昭和5年〉7月4日 - 2025年〈令和7年〉4月28日）は、日本の会計学者。専門は管理会計。商学博士（早稲田大学・論文博士・1968年）。早稲田大学名誉教授。位階勲等は正五位瑞宝中綬章。紫綬褒章受章者。

## 経歴
埼玉県行田市出身。
1953年（昭和27年）早稲田大学商学部卒業。1958年（昭和33年）同大学院商学研究科博士課程満期退学。1968年（昭和43年）「研究開発費管理の研究」で早稲田大学より商学博士の学位を取得。1958年（昭和33年）ミシガン大学研究員。1959年（昭和34年）早稲田大学商学部専任講師。助教授。1966年（昭和41年）教授。2001年（平成13年）定年退職。名誉教授。東洋学園大学現代経営学部教授。2005年（平成17年）LEC会計大学院教授。2011年（平成23年）特任教授。
この他に、1981年（昭和56年）早稲田大学エクステンションセンター初代所長、1988年（昭和63年）同商学部長、1992年（平成4年）同システム科学研究所長、1997年（平成9年）同アジア太平洋研究センター初代所長、1999年（平成11年）日本管理会計学会長、日本簿記学会副会長などを歴任。
1955年（昭和30年）公認会計士取得。
1963年（昭和38年）『営業費管理会計』で日本経営文献賞、1964年（昭和39年）『研究開発費研究』で日経・経済図書文化賞受賞。1980年（昭和55年）経営科学文献賞。1997年（平成9年）紫綬褒章。2004年（平成16年）瑞宝中綬章。
2025年（令和7年）4月28日、死去した。94歳没。死没日付で正五位に叙された。

## 著書
- 『営業費管理会計』ダイヤモンド社 1962
- 『研究開発費会計』白桃書房 1963
- 『原価引下げの新技法』白桃書房 1965
- 『マーケティング会計』中央経済社 1965
- 『営業費の効果的使い方』ダイヤモンド社 1966
- 『近代管理会計』実務会計社 1966
- 『営業費分析』日本生産性本部 経営分析シリーズ 1967
- 『税理士試験のための簿記論四週間』税務経理協会 1967
- 『流通コスト低減の理論と実務』実業之日本社 1967
- 『研究開発費管理』白桃書房 1968
- 『広告費の効率管理』日本経営出版会 1968
- 『管理会計基準』同文館出版 1969
- 『社内金利制度のすすめ方』実業之日本社 オレンジベルト・シリーズ　1969
- 『簿記論新講』税務経理協会 1969
- 『営業費会計』白桃書房 現代会計学選書　1970
- 『会計管理の知識』ダイヤモンド社 ビジネス新書　1970
- 『図解管理会計講話』税務研究会出版局 1970
- 『流通費 知られざる"第三の利潤源"』光文社 カッパビジネス　1970
- 『物的流通費の管理』日本生産性本部 1971
- 『主要会社の物流作戦 事例に学ぶ物流コストの削減策』日本包装タイムス社 1972
- 『税理士試験のための自習簿記論』税務経理協会 1972
- 『マージン 物価のからくり、儲ける決め手』光文社 カッパビジネス　1973
- 『流通コストに挑む その考え方と低減の実際』日本実業出版社 1973
- 『管理会計研究』同文館出版 1974
- 『コスト・マネジメント』白桃書房 1974
- 『物流会計入門 コストダウンの新技法』日本経済新聞社 1974
- 『利益処分 あなたの稼ぎは,どこに消えるのか』光文社 カッパビジネス　1974
- 『財務管理演習』同文館出版 1975
- 『独立採算制の話』日本経済新聞社 日経文庫　1975
- 『適正利潤の考え方・求め方』日本実業出版社 1976
- 『百貨店のマーケティング会計』実務教育出版 百貨店のマーケティングシリーズ 1976
- 『簿記論精解』税務経理協会 1976
- 『営業費の削減対策 切り詰め運動からZBB革命まで』税務経理協会 1977
- 『原価会計演習』同文館出版 1977
- 『物流原価計算 原価低減の新領域』中央経済社 1977
- 『経営資源の配分 実践哲学と計量手法』同文館出版 ニュービジネスデザイン選書　1978
- 『図説・会計事典』日本経済新聞社 日経文庫　1978
- 『ゼロベース予算 ゼロ思考の経営革新』同文館出版 1978
- 『チャート式財務診断』泉文堂 財務管理シリーズ 1978
- 『利益計画入門 利益計画の考え方・立て方・すすめ方』税務経理協会 1978
- 『経理に強くなる本 会社の急所をにぎる会計学』光文社 カッパ・ビジネス　1979
- 『財務管理』泉文堂 1979
- 『会社経理チェックポイント50』日本経済新聞社 1980
- 『管理会計論』中央経済社 1980
- 『研究開発費の会計と管理』白桃書房 1980
- 『流通マンの経理センス 流通効率化の処方箋』ダイヤモンド社 1980
- 『営業費の会計と管理』白桃書房 1982
- 『管理会計入門』税務経理協会 会計管理入門シリーズ　1982
- 『物流会計の知識』日本経済新聞社 日経文庫　1982
- 『原価計算』中央経済社 1983
- 『よくわかるコストダウンのはなし』中央経済社 1983
- 『広告費の会計と管理』白桃書房 1985
- 『企業と会計 1 管理会計』放送大学教育振興会 1986
- 『原価低減の会計と管理』白桃書房 1988
- 『物流費の会計と管理』白桃書房 1988
- 『「社内会社」の作り方・活かし方』中央経済社 1989
- 『本社費・金利の会計と管理』白桃書房 1989
- 『原価計算基準入門』税務経理協会 会計管理入門シリーズ 1990
- 『管理会計を語る』白桃書房　1992
- 『物流コスト・マニュアル』中央経済社 1992
- 『物流費会計入門』税務経理協会 会計管理入門シリーズ 1992
- 『管理会計講座 わかりやすい』税務研究会出版局 1993
- 『予算管理入門』税務経理協会 会計管理入門シリーズ 1993
- 『情報処理費の会計と管理』白桃書房 1994
- 『物流コストダウンのカンどころ ポイント解説』日本経済新聞社 1994
- 『財務管理入門』税務経理協会 会計管理入門シリーズ 1995
- 『日本企業の管理会計 主要229社の実態分析』中央経済社 1995
- 『演習管理会計財務管理入門』税務経理協会 会計管理入門シリーズ 1996
- 『経営管理会計』中央経済社 1996
- 『企業財務管理 カラー版』泉文堂 1997
- 『分社経営の管理会計 カンパニー等と持株会社の経営指針』中央経済社 1997
- 『物流ABCマニュアル』中央経済社 1998
- 『物流コストのキーワード』ファラオ企画 1998
- 『財務分析入門』税務経理協会 会計管理入門シリーズ 1999
- 『ロジスティクス・コスト』白桃書房 1999
- 『管理会計ビッグバン 利益から資金・価値の管理へ』中央経済社 2000
- ニュー管理会計シリーズ ;白桃書房

『IT時代の会計と管理 21世紀の管理会計』2003
『研究開発の会計と管理 知的財産時代のR&D管理』2003
『物流活動の会計と管理 物流のABCからSCMまで』2003
『企業再編の会計と管理 組織戦略の会計指針』2004
『企業集団の会計と管理 グループ経営の羅針盤』2004
『企業価値の会計と管理 価値創造経営への途』2005
- 『原価・管理会計論』中央経済社　2007
- 『時価評価の会計と管理 公正価値を求めて』東京リーガルマインド　2007
- 『環境保全の会計と管理 環境会計の統一指針』東京リーガルマインド　2010

### 共編著
- 『簿記論』青木茂男共著 税務経理協会　1963
- 『物的流通コスト低減の進め方』共著 日刊工業新聞社 1967
- 『卸売業の経営戦略 4　計数への挑戦』編著 同文館出版 1974
- 『ゼロベース予算の導入と事例』編著 税務経理協会 1980
- 『基本管理会計用語事典』山口年一共編 白桃書房 1984
- 『パソコン活用の財務管理』高橋三雄共著 日本経済新聞社 1985
- 『人件費の会計と管理』編著 白桃書房 1990
- 『英和・和英管理会計辞典』編著 中央経済社 2000
- 『学際的管理会計』編著 白桃書房 2001
- 『グループ経営ハンドブック』編者代表 中央経済社 2001

### 翻訳
- チャールス・H.セビン編『営業費の削減 営業費分析の方法と実例』日本能率協会 1961
- アメリカ会計士協会編『マーケティング・コストの管理 営業費と研究開発費の管理方法』日本生産性本部 アメリカ管理会計シリーズ　1964
- アメリカ会計協会編『マーケティング・コストの分析 営業費分析の方法・営業費と製造原価の区分』日本生産性本部 アメリカ管理会計シリーズ　1964
- アメリカ会計士協会編『在庫管理の諸方法』日本生産性本部 アメリカ管理会計シリーズ 1965
- アーンスト・アンド・ウィニー会計事務所『輸送費の会計と管理 流通及び財務管理者のための指針』税務研究会出版局 1984
- 米国会計人協会, 米国物流管理協議会編『保管費の会計と管理 物流及び財務管理者のための指針』日通総合研究所 1987
- 米国管理会計人協会『IMAの管理会計指針』白桃書房 1995
- 米国管理会計人協会『IMAの原価管理指針』白桃書房 1995

## 論文
- <西沢脩